# Il nord ghiacciato
Il nord ghiacciato (The Frozen North) è un cortometraggio del 1922 diretto da Buster Keaton e Eddie Cline.
Girato a Truckee, in California, e in parte sul Donner Lake ghiacciato, è un'esplicita e dichiarata parodia dei melodrammi western interpretati all'epoca da uno dei divi più in voga, William S. Hart (che, infuriato per la presa in giro, dopo il film non parlò più con Keaton per un paio d'anni). Keaton si cimenta con repertorio di gag in cui fa il verso al classico eroe popolare di Hart, in particolare quando questi piange (e lo fa almeno una volta a film, dopo il 1918, in modo falso e plateale, con evidenti "lacrime di glicerina).
Secondo l'opinione di Robert Benayoun, critico cinematografico francese, la scelta di un tale soggetto va ricondotta a Roscoe Arbuckle, di cui Hart era "uno dei diffamatori più accaniti".
Conosciuto in Italia anche come Il nord di ghiaccio.

## Trama
Un "cowboy" arriva in una landa ghiacciata del Nord America, improvvisa una rapina a un saloon aiutandosi con una sagoma di cartone, ma viene scoperto e cacciato dal locale.
Giunto a casa, scopre la moglie con un altro e li uccide entrambi, ma ha sbagliato abitazione. Torna così in quella vera, litiga con la moglie, si reca dalla bella vicina di casa. 
Dopo varie disavventure, l'uomo si sveglia: era tutto un sogno ed egli si trova in un cinematografo.

## Produzione
Il film fu prodotto dalla First National Pictures.

## Distribuzione
Distribuito dalla Associated First National Pictures, il film - un cortometraggio in due bobine - uscì nelle sale USA IL 28 agosto 1922.